# هوتیای باهامایی

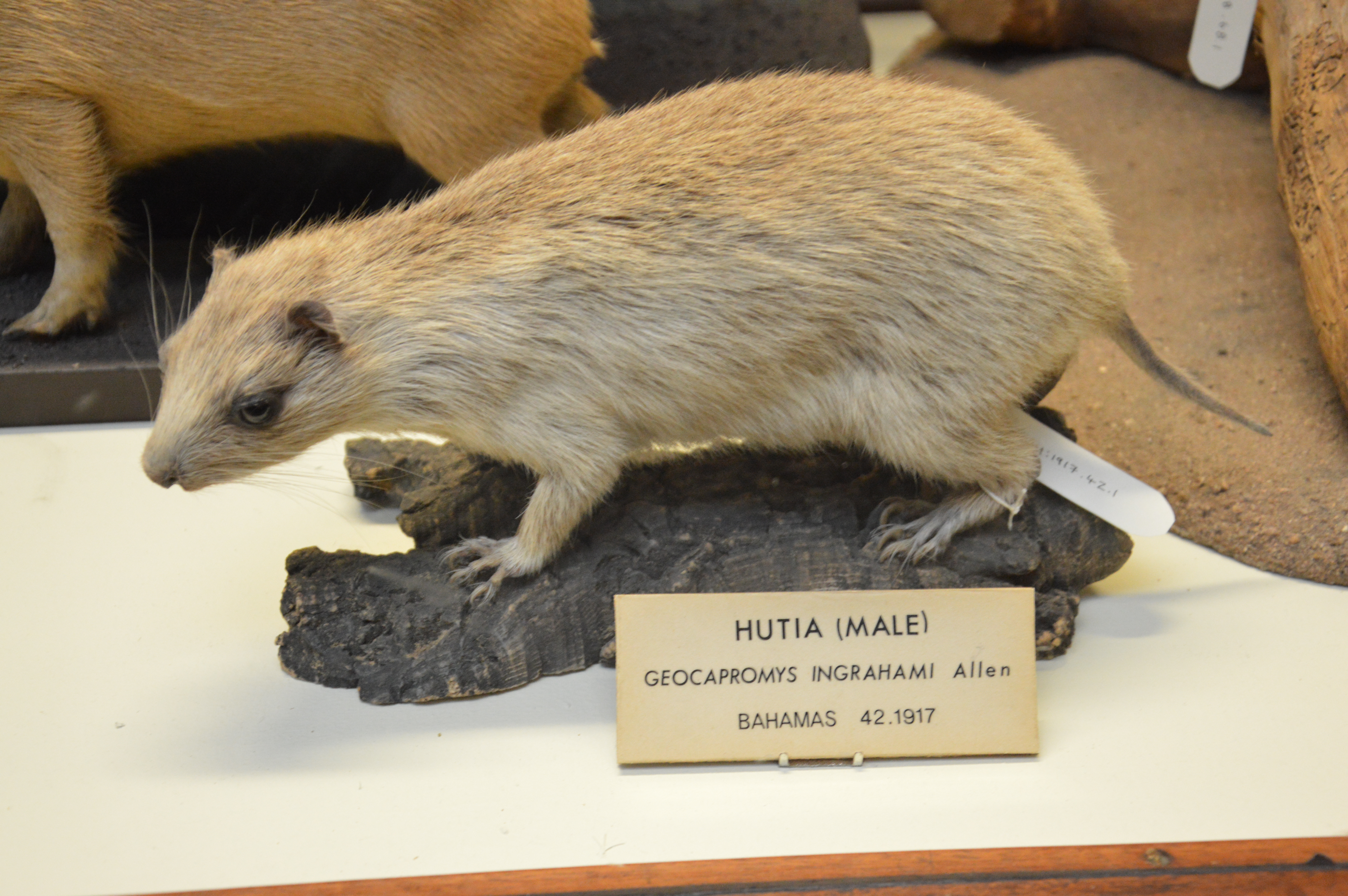
نمایش هوتیای باهامایی در موزه

هوتیای باهامایی (نام علمی: Geocapromys ingrahami) نام یک گونه از سرده هوتیاهای زمینی است.